# 30일 (영화)
《30일》은 2023년 10월 3일에 개봉된 대한민국의 영화로, 2016년 개봉된 영화 《위대한 소원》, 2019년 개봉한 영화 《기방도령》 의 연출을 맡았던 남대중 감독의 세 번째 영화 작품이다.

## 줄거리
“완벽한 저에게 신은 저 여자를 던지셨죠” 지성과 외모 그리고 끈덕진 찌질함까지 타고난, '정열'(강하늘 분). “모기 같은 존재죠. 존재의 이유를 모르겠는?” 능력과 커리어 그리고 기발한 똘끼까지 타고난, '나라'(정소민 분). 영화처럼 만나 영화같은 사랑을 했지만 서로의 끈덕진 찌질함과 기발한 기행과 똘끼를 견디다 못해 마침내 완벽한 남남이 되기로 한다. 그러나! 결국 완벽한 이별을 딱 D-30 앞둔 이들에게 찾아온 것은... 차라리 동반기억상실?

### 주연
- 강하늘 : 노정열 역 - 비빌 언덕 하나 없는 흙수저 변호사

- 정소민 : 홍나라 역 - 털털하다 못해 자연인 같은 금수저 영화 PD

- 조민수 : 도보배 역 - 나라의 엄마

- 김선영 : 주숙정 역 - 정열의 엄마

### 조연
- 황세인 : 홍나미 역 - 나라의 친동생이며 가수를 꿈꾼다

- 윤경호 : 배기배 역 - 극중 바를 운영하며 정열과 나라의 연대기부터 모든 것을 알고 있는 따뜻하고 유쾌한 친한 형

- 이상진 : 엄귀동 역 - 정열의 절친

- 원우 : 장탁호 역

- 송해나 : 천애옥 역 - 나라의 베프 3인방 중 한 명

- 엄지윤 : 고영지 역 - 나라의 베프 3인방 중 한 명

- 임철형 : 홍장군 역 - 나라의 아빠

- 임진택 : 노 이장 역

- 김진만 : 남 감독 역

- 장지아 : 최면사 역

### 우정출연
- 정형석 : 로펌 대표 역

- 이원욱 : 야구장 관리인 역

- 학진 : 미남 의사 역

### 특별출연
- 전노민 : 조 박사 역

- 태인호 : 촬영장 주인 역

- 서한결 : 류모경 역

- 강지영 : 상아 역